# Урцева
Урцева — деревня Чердынского городского округа.

## Географическое положение
Деревня расположена на правом берегу реки Колва примерно в 75 километрах по прямой на север-северо-восток от центра городского округа города Чердынь.

## Климат
Климат умеренно-континентальный с продолжительной холодной и снежной зимой и коротким летом. Снежный покров удерживается 170—190 дней. Средняя высота снежного покрова составляет более 70 см, в лесу около 1 метра. В лесу снег сохраняется до конца мая. Продолжительность безморозного периода примерно 110 дней.

## Население
Население деревни составляло 5 чел.(2002), русские 100 %. В 2010 году проживало 3 постоянных жителя.